# WebMoney
WebMoney este un sistem de decontare a plăților online înființat în Rusia în 1998. Este unul dintre cei mai mari procesatori de plăți electronice din Rusia după numărul de utilizatori. WebMoney este deținut și operat de WM Transfer Ltd.

## Istoric
Compania a fost fondată în noiembrie 1998 în Rusia, ca un sistem de transfer al dolarilor americani, în contextul crizei financiare din Rusia din acel an, care a dus la o utilizare extinsă a dolarului american în țară.
În noiembrie 2015, WebMoney Europe Ltd, cu sediul în Cambridge, Regatul Unit, a primit o licență FCA pentru a emite bani electronici în Spațiul Economic European.
În mai 2018, Banca Națională a Ucrainei a anulat înregistrarea sistemului de plată intern WebMoney.UA (filiala companiei financiare 'ElMI', Kiev), deoarece acesta a fost inclus pe lista de sancțiuni a Consiliului Național de Securitate și Apărare al Ucrainei.
În 2019, WebMoney a fost integrat în ecosistemul de transfer instant al Sberbank, permițând transferuri rapide între cardurile Sberbank și portofelele WebMoney.
La începutul anului 2020, compania a raportat 41 de milioane de conturi înregistrate, 300.000 de utilizatori activi săptămânal și 100.000 de magazine care acceptă plăți prin intermediul sistemului.
Pe 11 februarie 2022, Banca Centrală a Federației Ruse a retras licența Băncii KKB JSC, garantul și banca de decontare pentru portofelele WebMoney în ruble rusești, înghețând fondurile WebMoney din conturile KKB.

## Servicii
Fondurile utilizatorilor WebMoney sunt stocate într-un „cont”, corespunzător unui activ subiacent. WebMoney Transfer este utilizat pentru plăți peer-to-peer și include un sistem de escrow, cu comision de 0,8% din tranzacție, până la 50 euro.
WebMoney oferă aplicația WebMoney Keeper, disponibilă pentru Windows, Windows Phone, Android, iOS și Blackberry. În 2006, a fost criticată pentru un driver care permitea acces direct la porturile I/O ale computerului.